# Бархадбешабба
Бархадбешабба или Бар-Хадбшабба (VI—VII вв.) — епископ Халвана, несторианский писатель и церковный деятель. Не следует с мучеником IV века с таким же именем.

## Биография
До нас дошло два источника по истории школы в Нисибине — трактат «Причина основания школ» и « История святых отцов, которые были преследуемы за правду». Этот последний труд иногда фигурирует под названием «Церковная история». Оба этих документа подписаны именем Бархадбешаббы из Халвана, оба свидетельствуют во многом об одних и тех событиях и одних и тех же лицах, во многом совпадает и изложение материала. Трудность в том, что оценки этих событий, характеристика действующих лиц нередко настолько противоположны, что заставляет предполагать двух разных авторов. Вопрос об идентичности или различии этих двух богословов и деятелей сирийской культуры ещё требует разрешения.
Бархадбешабба, вероятно, учился в Нисибийской школе, а впоследствии преподавал в ней. Судя по обоим дошедшим до нас сочинениям, автор (или авторы) был хорошо осведомлен об истории школы и знаком с её порядками. Трактат «Причина основания школ» в первой своей части говорит о поучениях, которые данные Творцом миру ангелов и человеку, о поучениях Иисуса Христа ученикам и последователям. Здесь же Бархадбешабба показывает философский подход к познанию мира; специалисты отмечают, что используемые при этом сирийские термины непосредственно связаны с греческой философской терминологией. В следующей части рассматриваются школы, созданные «сынами заблуждения», то есть языческими мыслителями; здесь речь идет о Пифагоре, Платоне, Аристотеле, Эпикуре, Демокрите и маге Зардуште (Заратуштры). С пришествием Христа была «обновлена первоначальная школа его Отца». В ней кроме Самого Христа, учительствовали Иоанн Креститель, апостол Петр и особенно апостол Павел.
После этих рассуждений переходит к характеристике школ Александрийской, Антиохийской и Нисибинской. Автор весьма подробен в оценках основателей и ведущих представителей этих школ — Александра Александрийского, Афанасия Великого, Ефрема Сирина. Много и подробно Бархадбешабба говорит о Феодоре Мопсуестском, о его толкованиях Писаний и об отношении к ним.

## Работы об авторе
- Муравьёв А. В. Бар-Хадбшабба Арбайя // Православная энциклопедия / Под общей ред. Патриарха Московского и всея Руси Алексия II. — М.: Церковно-научный центр «Православная энциклопедия». — Т. IV. Архивная копия от 20 сентября 2016 на Wayback Machine
- Бар-Хадбшабба Арбайя // Православная энциклопедия. — М., 2002. — Т. IV : Афанасий — Бессмертие. — С. 370. — 752 с. — 39 000 экз. — ISBN 5-89572-009-9.
- Аверинцев С. С. Поэтика ранневизантийской литературы. — М.: Наука, 1977.